# سکاهای هوم‌نوش

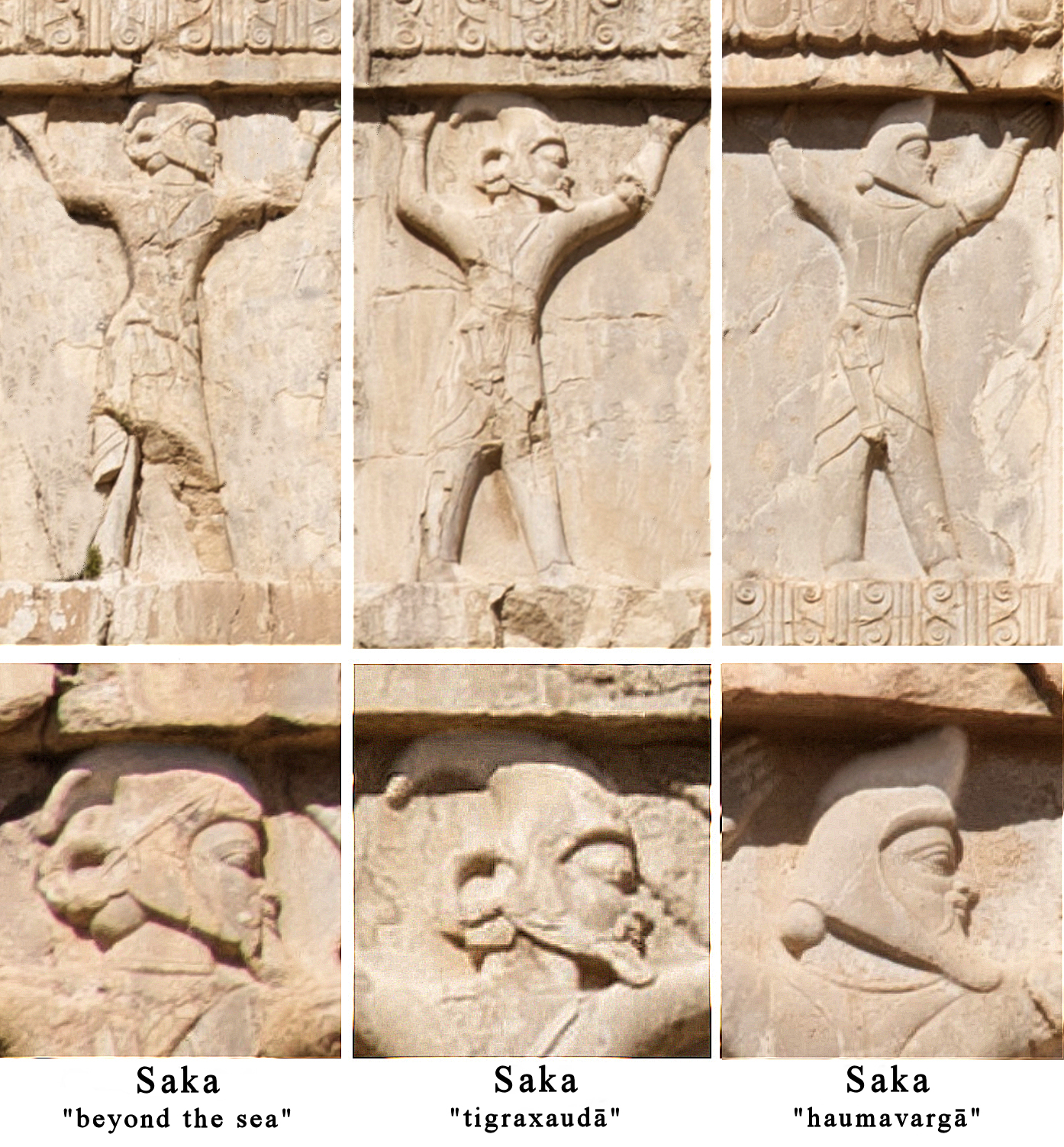
نقش آرامگاه خشایارشا، حدود ۴۸۰ پیش از میلاد. نقش سکای هوم‌نوش فرد سمت راست است. در میان سکای تیرخود و در چپ سکای فرادریا دیده می‌شود.

سکاهای هوم‌نوش (فارسی باستان: saka hauma vargā، انگلیسی: Amyrgians) نام گروهی از قوم ایرانی‌تبار سکایی در دوران باستان بود. نام آنها به رهبرشان، هوم‌نوش (هوم‌ورگه، آمورگس یونانی) اشاره دارد. نام او نیز نوشیدن نوشابه مستی‌آوری که از گیاه هوم تهیه می‌شده اشاره دارد.
سکاهای هوم‌نوش به یکی از گویش‌های ایرانی میانه باستان سخن می‌گفتند و نزدیک‌ترین قبیله سکایی به سرزمین بلخ باستان و سغد بودند. بیشتر پژوهشگران بر این باورند که قلمرو آن‌ها میان دریای خزر و کوه‌های پامیر، یا به طور محدودتر در منطقه فرغانه، بین تاشکند و شهر دوشنبه امروزی، قرار داشته است. 
در برخی از سنگ‌نوشته‌های پارسی باستان سکاها به سه دسته تقسیم شده‌اند: یکم، سکاهای تیرخود (Sakā tigraxaudā)، دوم، سکاهای هوم‌نوش (Sakā haumavargā) و سوم، سکاهای فرادریا (Sakā tayai paradraya) یعنی سکاهای مقیم غرب دریای سیاه. در نقش رستم یکی از سکاهای هوم‌نوش جزو سربازان نمادینی است که تختگاه شاهنشاه ایران را بر دست دارند.
سکاهای هوم‌نوش (هائومه‌ورگا) را سنتاً با سکاهای آمیرگیوی (Amyrgioi Sákai) تاریخ هرودوت یکی دانسته‌اند. هرودوت از آنها در پیوند با بسیج نیرو توسط خشایارشا در دوریسکوس نام می‌برد.
به گفته کتسیاس، کوروش بزرگ سکاهای هوم‌نوش را شکست داد و رهبرشان هوم‌ورگه (هوم‌نوش) را زندانی کرد. زن هوم‌ورگه به نام اسپارترا (Sparethra، به معنی سپاه قهرمان) لشکری متشکل از ۳۰۰ هزار مرد و ۲۰۰ هزار زن گرد آورد و به جنگ کوروش رفت. او پارمیس، برادر امیتیس و سه پسر پارمیس را به بند کشید و آن‌ها را در قبال آزادی هوم‌ورگه آزاد کرد. رفتار نیک کوروش با هوم‌ورگه باعث شد سکاهای قبیله او تسلیم ایرانیان شوند. هوم‌ورگه (یا تامبراداس) با کوروش به لیدیه رفت. سکاهای هوم‌نوش در نبرد تیمبرا در سال ۵۴۷ پیش از میلاد تحت فرماندهی کوروش جنگیدند.